# Eilema plantei
Eilema plantei là một loài bướm đêm thuộc phân họ Arctiinae, họ Erebidae.